# Edward Stafford, 3. Duke of Buckingham

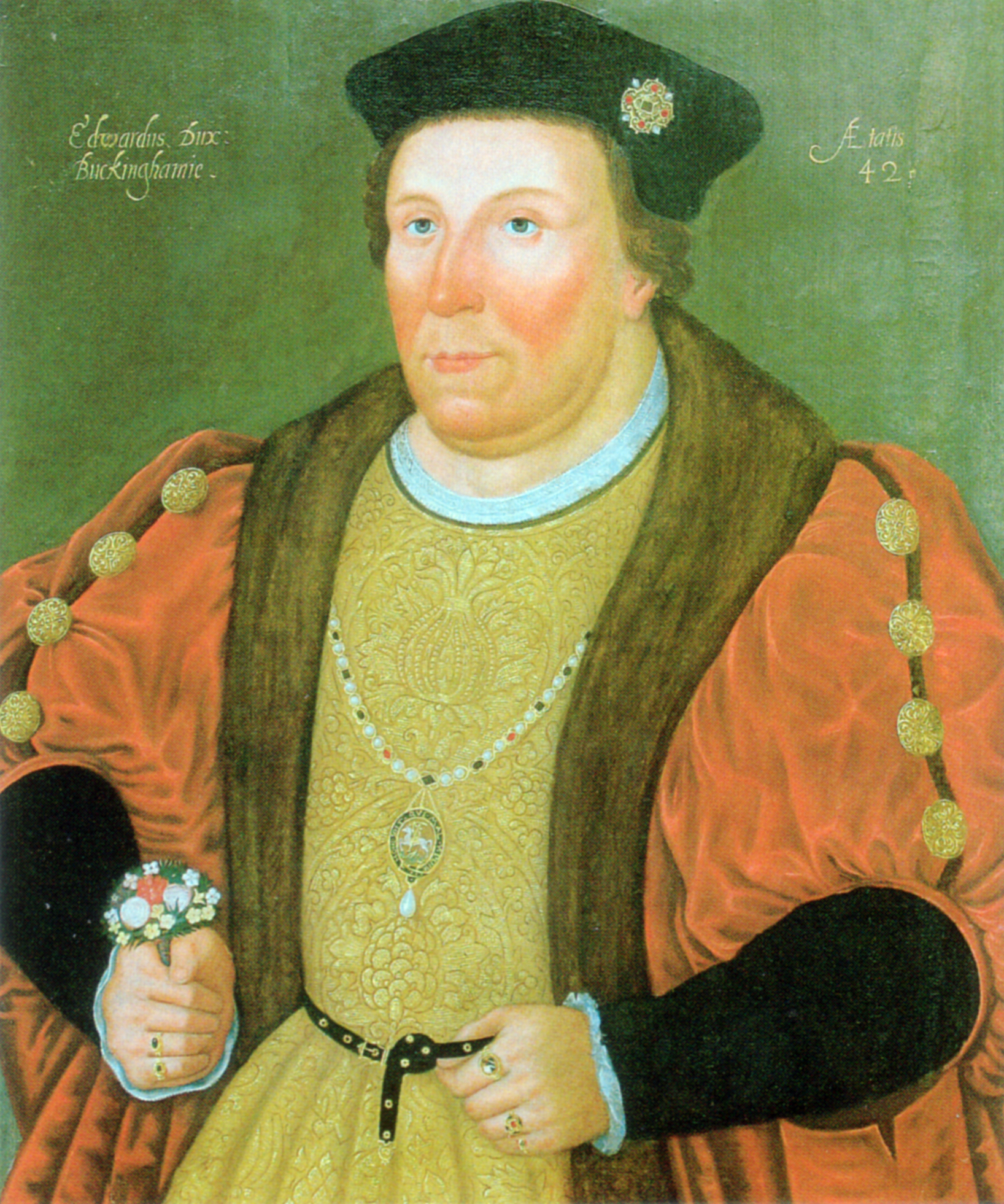
Edward Stafford, 3. Duke of Buckingham. Gemälde um 1520

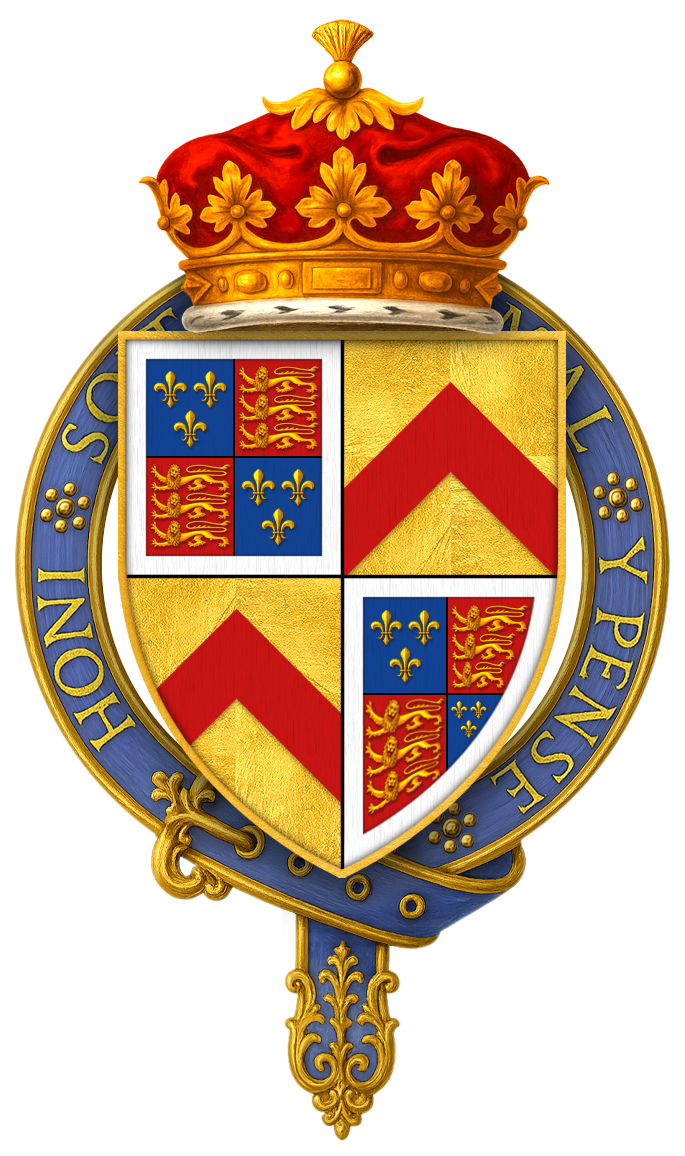
Wappen des Edward Stafford, 3. Duke of Buckingham

Edward Stafford, 3. Duke of Buckingham KG (* 3. Februar 1478 in Brecon Castle; † 17. Mai 1521 Tower Hill, London) war ein englischer Magnat. Als einer der reichsten Magnaten seiner Zeit wurde er wegen angeblichen Hochverrats hingerichtet.

## Herkunft, Kindheit, Jugend und Erziehung
Edward Stafford war der älteste Sohn von Henry Stafford, 2. Duke of Buckingham und von dessen Frau Katherine Woodville. Seine Mutter war eine Schwester der Königin Elizabeth Woodville. Über seine Urgroßmutter Anne Neville, Duchess of Buckingham war Edward mit den Königen aus dem Haus York verwandt. Sein Vater rebellierte 1483 erfolglos gegen König Richard III., worauf ihm der Titel abgesprochen und seine Besitzungen beschlagnahmt wurde. Während der Rebellion wurde der junge Edward in verschiedenen Burgen und Herrenhäusern in Herefordshire versteckt. Wo er nach dem Tod seines Vaters Ende 1483 bis zur Niederlage von Richard III. in der Schlacht von Bosworth 1485 blieb, ist unklar. Am 30. Oktober 1485 nahm er an der Krönung des neuen Königs Heinrich VII. teil, wobei er als Knight of the Bath zum Ritter geschlagen wurde. Heinrich VII. erhob Stafford wieder zum Duke of Buckingham und gab ihm die Besitzungen seines Vaters zurück, nachdem die gegen seinen Vater verhängte Bill of Attainder im November 1485 aufgehoben worden war. Seine Mutter hatte nach dem Tod seines Vaters Jasper Tudor, den Onkel des neuen Königs geheiratet, doch zum Vormund von Buckingham wurde Margaret Beaufort, die Mutter des Königs ernannt. Wahrscheinlich wuchs Buckingham nun auf deren Besitzungen auf, wo er von Angestellten von Lady Margaret erzogen wurde. Er lernte lesen und schreiben, doch es gibt keinen Nachweis, dass er eine Universität besuchte. Später war Buckingham vermutlich ein Förderer von Buckingham College in Cambridge und auf Druck von Lady Margaret von Queen’s College in Oxford. Dazu besaß er später eine recht umfangreiche Bibliothek. 1512 gab er den Druck einer Übersetzung der Schwanenrittersage in Auftrag, später ließ er A Lytell Cronicle drucken, die Übersetzung einer Beschreibung des Mittleren Ostens, die er vermutlich für seine 1520 geplante Pilgerreise nach Jerusalem in Auftrag gab.

## Magnat unter Heinrich VII.
1488 plante der König, Buckingham mit Anne, der jungen Herzogin der Bretagne, zu verheiraten, doch da es mehrere andere Bewerber für die junge Braut gab, verfolgte er diesen Plan nicht weiter. Im Dezember 1489 genehmigte der König die Verlobung Buckinghams mit Eleanor Percy († 1530), der ältesten Tochter des kurz zuvor ermordeten Earl of Northumberland. Die Testamentsvollstrecker Northumberlands zahlten dem König für die Genehmigung der Ehe £ 4000. 1495 nahm der König Buckingham in den Hosenbandorden auf. Obwohl er noch nicht offiziell volljährig war, wurde ihm 1498 die Verwaltung seiner Besitzungen übertragen. Hierfür musste er jedoch eine stattliche Gebühr von £ 3000 anstatt der üblichen £ 1000 an den König zahlen. Weitere £ 2000 musste er wegen der dritten Heirat seiner Mutter an den König zahlen, die nach dem Tod von Jasper Tudor ohne königliche Erlaubnis Richard Wingfield geheiratet hatte. Buckingham war der reichste Grundbesitzer seiner Zeit in England. Aus seinen Besitzungen bezog er jährliche Einkünfte von mindestens £ 5000. Er hatte in fast allen englischen Grafschaften Güter, dazu gehörten ihm die Herrschaften Brecon und Newport in Südwales. Seine Güter waren jedoch während der Vormundschaftsverwaltung von Lady Margaret ausgebeutet und die walisischen Güter waren vernachlässigt worden. Lady Margaret hatte ihm dazu nur wenige Aufzeichnungen übergeben, so dass er sich erst einmal aufwändig einen Überblick über den Zustand seiner Besitzungen verschaffen musste. Buckingham überwachte nun selbst die Verwaltung seiner Güter, um so deren Einträge zu steigern. Er erließ Vorschriften, legte ein geordnetes Archiv an, prüfte selbst Rechnungen und versuchte, wohl nach dem Vorbild von Heinrich VII., seine Verwalter eng an sich zu binden. Er strengte mindestens 128 Prozesse an, wobei zu den Beklagten häufig seine eigenen Vasallen und Pächter gehörten. Allerdings wollte er mit diesen Prozessen wohl vor allem Druck aufbauen, da es nur zu sechs Verurteilungen kam. Systematisch untersuchte er, ob Hörige zu Unrecht freigelassen worden waren. Durch diese Maßnahmen konnte er erfolgreich die Einkünfte aus seinen englischen Besitzungen steigern. Dabei ließ er teils ohne viel Rücksicht auf die Landbewohner Jagdparks anlegen, die damit den Landbewohnern nicht mehr zugänglich waren.
Im Gegensatz zu seinen englischen Besitzungen gelang es Buckingham nicht, die Erträge aus seinen südwalisischen Besitzungen zu steigern. 1504 verpflichtete er sich mit anderen Marcher Lords gegenüber Heinrich VII., in den südlichen Welsh Marches Überfälle und Mordfälle zu unterbinden, die dort wegen Grenzstreitigkeiten zwischen den Marcher Lords häufig stattfanden. Dennoch scheiterten Buckinghams Versuche, in Südwales für Sicherheit und Ordnung zu sorgen. 1497 diente Buckingham in der Armee, die gegen den Rebellen Perkin Warbeck aufgeboten wurde. Daneben war er häufig am Königshof, wo er bei Hochzeiten, Empfängen und anderen Feiern durch seine elegante Garderobe auffiel. Bis 1517 nahm er aktiv an prächtigen Turnieren teil.

## Magnat unter Heinrich VIII.

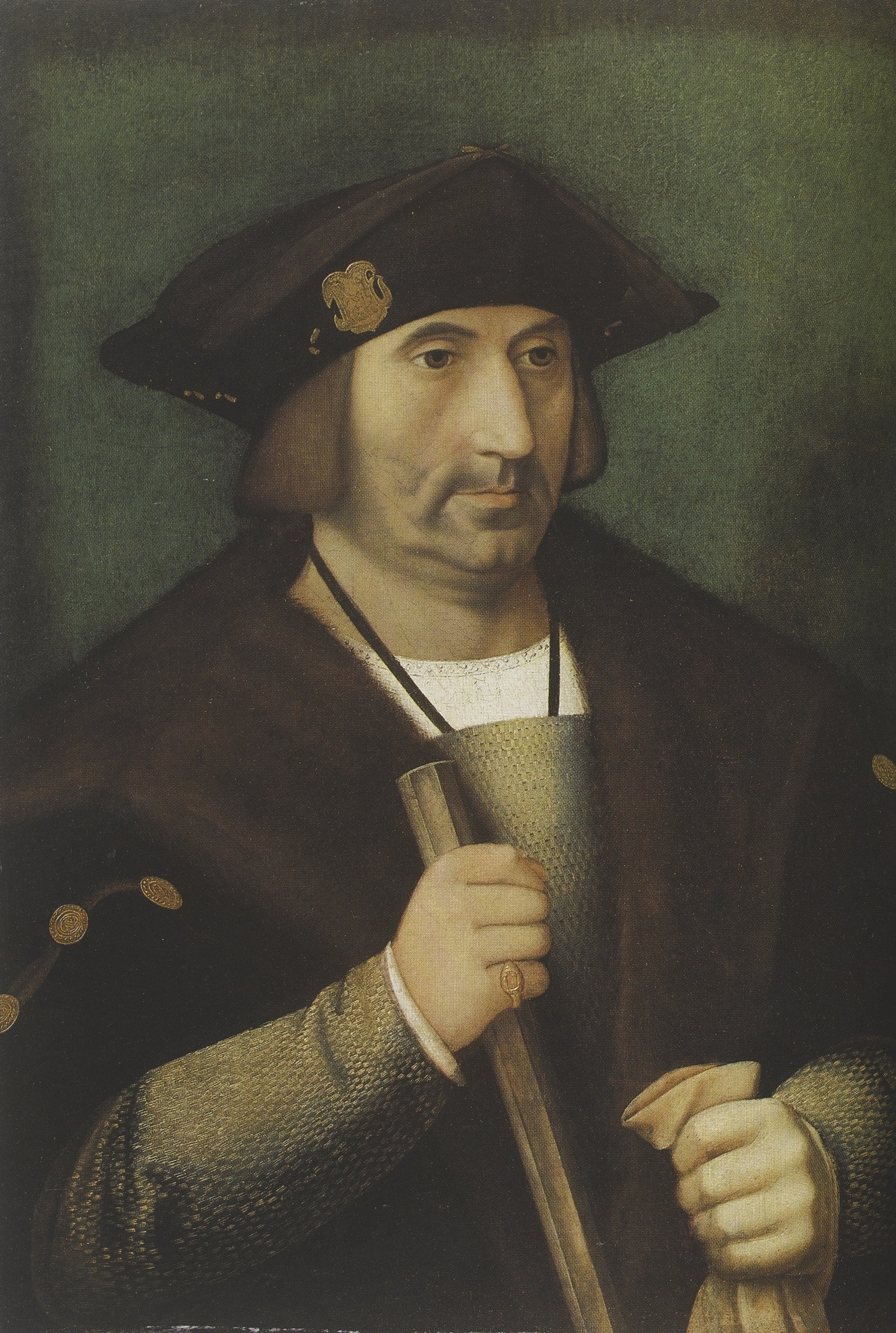
Mutmaßliches Porträt von Buckingham vom Master of the Brandon Portrait, Anfang des 16. Jahrhunderts

### Verhältnis zum König
Nach dem Tod von Heinrich VII. 1509 diente Buckingham bei der Krönung von Heinrich VIII. als Lord High Constable of England und als Lord High Steward. Der neue König erklärte zahlreiche Verpflichtungen, die sein Vater gegenüber Buckingham und anderen Magnaten gemacht hatte, für ungültig. 1510 kam es zu einem Skandal, als Buckingham entdeckte, dass der König seiner verheirateten Schwester Anne, Lady Hastings den Hof machte. 1510 galt Buckingham als Todfeind Frankreichs, und beim Feldzug des Königs 1513 nach Frankreich kommandierte Buckingham 550 Soldaten. Während des Feldzugs zeichnete er sich aber eher durch seine prächtige Ausrüstung als durch sein militärisches Können aus. Die 1518 begonnene Annäherungspolitik des Königs zu Frankreich, die schließlich 1520 zu dem Treffen mit dem französischen König auf dem Camp du Drap d’Or führte, lehnte er ab. Bei den Turnieren, die anlässlich des Treffens stattfanden, diente er als Schiedsrichter. Trotz seiner umfangreichen Besitzungen waren die Finanzen Buckinghams angespannt, so dass er sich über die Kosten ärgerte, die er für seine Ausstattung während des Treffens auf dem Camp du Drap d’Or aufbringen musste. 1514 hatte ihm der König Schulden erlassen, die seit 1498 offen waren. 1515 scheiterte aber Buckinghams Klage, nach der er zu Unrecht £ 7000 an Steuern gezahlt hätte. Dazu wurde seine Forderung nach eine Entschädigung in Höhe von £ 3500 für entgangene Einkünfte und für den Ersatz von Prozesskosten abgelehnt.
1514 wurde Buckingham damit beauftragt, in neun Grafschaften, wo seine Hauptbesitzungen lagen, für Frieden und Ordnung zu sorgen. 1514 beanspruchte Buckingham das Amt des Constable of England. Damit beanspruchte er gegenüber anderen Magnaten einen Vorrang, der auch politische Auswirkungen hatte. Buckingham hatte aber trotz seiner umfangreichen Besitzungen und seiner Stellung am Königshof nur wenig politischen Einfluss und gehörte nicht zu den engeren Ratgebern des Königs. Vor Gericht wurde Buckinghams Anspruch auf das Amt des Constable anerkannt, allerdings unter der Auflage, dass der König auf seine Dienste als Constable verzichten durfte. Heinrich VIII. sprach diesen Verzicht tatsächlich aus. 1518 erhielt Buckingham sogar einen scharfen königlichen Tadel, da es in seinen Besitzungen in Südwales immer noch zu zahlreichen Übergriffen und Überfällen kam. Trotz dieser diversen Konflikte gilt es als sicher, dass es zwischen Buckingham und dem König selbst keine offene und andauernde Feindschaft gab.

### Buckingham als potentieller Thronanwärter
Buckingham konnte sich zweifach auf eine königliche Abstammung zurückführen. Er war sowohl ein Nachfahre von John of Gaunt wie auch von Thomas of Woodstock, dem jüngsten Sohn Eduards III. Zwar überlegte der Kronrat 1502 bei einer ernsthaften Erkrankung von Heinrich VII., ob beim Tod des Königs entweder Buckingham oder Edmund de la Pole, Earl of Suffolk für den jungen Thronfolger die Regentschaft übernehmen sollte, doch die Tudorkönige betrachteten Buckinghams Abstammung offensichtlich nicht als Bedrohung ihrer Herrschaft. Sowohl Heinrich VII. wie auch Heinrich VIII. hatten latente Sorge um die Legitimation ihrer Herrschaft, doch Heinrich VIII. erlaubte sogar die Heirat von Buckinghams ältestem Sohn mit Ursula Pole, einer Enkelin von George, Duke of Clarence, einem weiteren Nachfahren von Eduard III. Buckingham selbst erhoffte sicherlich, dass er im Falle eines Todes von Heinrich VIII. als führender Magnat Englands politisch eine wichtige Rolle spielen würde. Diese Erwartung reichte wohl der Regierung von Kardinal Wolsey, um sie als Thronanspruch und damit als Hochverrat zu deuten. Wolsey hielt bereits seit längerem Buckinghams Abstammung für eine potentielle Bedrohung der Herrschaft des Königs, weshalb er Buckingham zu einem bescheideneren Auftreten riet. Warum und wann der König Wolsey in einem selbst geschriebenen Brief aufforderte, auf Buckingham, dessen Bruder Henry Stafford, 1. Earl of Wiltshire und auf drei weitere Magnaten ein wachsames Auge zu haben, ist aber unklar. Sir John Fyneux, der Chief Justice, befand aber, dass Buckinghams Abstammung und Auftreten kein Grund sei, ihn des Hochverrats anzuklagen. Buckingham war im Gegenzug ein klarer Gegner von Wolsey, dem er vorwarf, den alteingesessenen Adel ruinieren zu wollen.

### Sturz, Verurteilung und Hinrichtung
1519 wurde Sir William Bulmer vor der Star Chamber angeklagt, weil er als Mitglied des königlichen Haushalts in Gegenwart des Königs Kleidung in den Farben von Buckingham getragen hatte. Wann dieser Vorfall war, ist nicht bekannt, vermutlich erfolgte er während des Besuchs des Königs im August 1518 in Penshurst, einem Landsitz von Buckingham. Bulmer erhielt schließlich einen öffentlichen Tadel durch den König, der nicht dulden wollte, dass Mitglieder seines Hofstaats im Dienst anderer Magnaten standen. Letztlich war Buckinghams Sturz wohl vor allem das Ergebnis seiner mangelnden Unterstützung der Regierung Wolseys, von seinen ungewissen Spekulationen über die Zukunft und eine Folge seines heftigen Temperaments, das er nach der Bulmer-Affäre offen gezeigt hatte. Dabei hatte er die Möglichkeit einer Rebellion angedeutet. Möglicherweise war Buckingham depressiv, denn Anfang 1520 gestand er seinem Kanzler, dass er sich als großen Sünder betrachte, für den es sicherlich keine göttliche Gnade gebe und dessen politische Aktionen deshalb alle scheitern würden. Im Oktober 1520 erklärte er überraschend, eine Pilgerreise nach Jerusalem antreten zu wollen. Diese konnte er jedoch nicht mehr antreten. Im April 1521 wurde Buckingham verhaftet. Am 8. Mai wurde er des Hochverrats angeklagt und am 13. Mai begann seine Verhandlung vor den Peers am Gericht des High Steward. Als Zeugen für Buckinghams Verrat sagten Charles Knyvett, ein kurz zuvor entlassener Verwalter Buckinghams, der Priester Robert Gilbert, der als Buckinghams Kanzler diente, sein Kaplan Edmund Dellacourt sowie der Kartäusermönch Nicholas Hopkins aus der Kartause Hinton aus. Sie bezeugten, dass Buckingham seit 1512 den Prophezeiungen von Hopkins glaubte, nach denen er eines Tages selbst König sein würde. Buckingham würde glauben, dass das Geschlecht der Tudors verflucht sei, weil 1499 der Earl of Warwick zu Unrecht hingerichtet wurde. Bei diesem Prozess hatte Buckingham zu den Geschworenen gehört. Die Zeugen behaupteten, dass Buckingham glaubte, aufgrund des Fluchs hätte Heinrich VIII. keinen Sohn. Um sich am Königshof beliebt zu machen, wie Hopkins es ihm geraten hätte, hatte Buckingham versucht, die königliche Wache mit teurer Kleidung zu bestechen. Er hätte Wolseys Politik abgelehnt und sich über seine Standesgenossen geärgert, die nicht zusammen entschlossen Wolsey bekämpft hätten. Knyvett bezeugte, dass Buckingham nach der Verurteilung Bulmers vom Plan seines Vaters erzählt hatte, Richard III. zu töten. Vielleicht schon 1517, doch spätestens 1520 hatte er vergeblich beantragt, eine bewaffnete Streitmacht von 300 bis 400 Mann aufstellen zu dürfen, um in seinen Besitzungen in Südwales für Frieden und Ordnung zu sorgen. Obwohl diese Maßnahme sinnvoll gewesen wäre, weckte sie Erinnerungen an die Rebellion von Buckinghams Vater 1483. Am 16. Mai wurde Buckingham für schuldig befunden und am nächsten Tag durch Enthauptung hingerichtet. Noch am Tag seiner Hinrichtung wurde Buckingham in der Kirche der Augustinerniederlassung in London beigesetzt. Während des Parlaments 1523 wurde ein Act of Attainder gegen ihn beschlossen, so dass seine Güter beschlagnahmt wurden. Nach dem Tod Heinrichs VIII. behauptete Buckinghams Sohn, dass sein Vater auf Veranlassung von Kardinal Wolsey hingerichtet worden sei, da er Königin Katharina verteidigt hatte, als diese 1520 von Wolsey getadelt worden sei. Nach dem Tod von Heinrich VIII. († 1547) erhielt sein Sohn Henry einen Teil der Güter zurück.

## Nachkommen

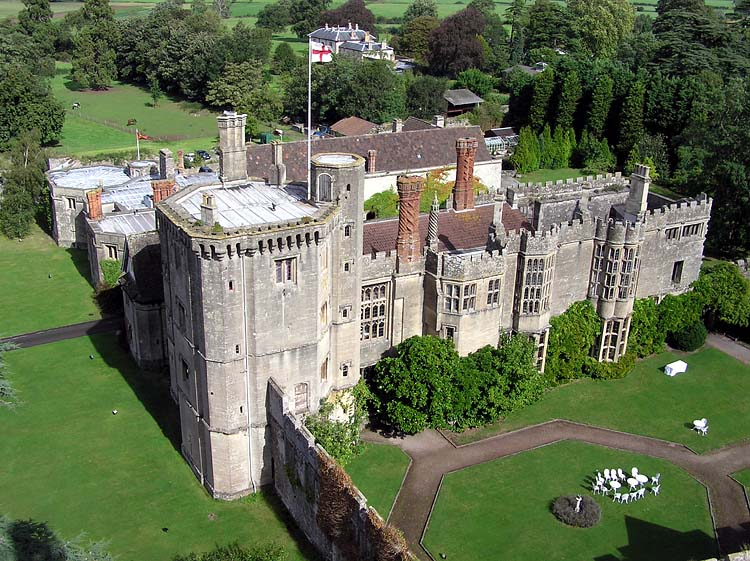
Das von Buckingham als Landsitz errichtete Thornbury Castle in Gloucestershire

Mit seiner Frau Eleanor Percy, die ihn überlebte, hatte Buckingham drei Töchter und einen Sohn:
- Lady Elizabeth Stafford (* um 1494; † 30. November 1558) ⚭ Thomas Howard, 3. Duke of Norfolk
- Lady Mary Stafford (* um 1495; † 17. Dezember 1545) ⚭ George Neville, 3. Baron Abergavenny
- Lady Katherine Stafford (* um 1499; † 14. Mai 1555) ⚭ Ralph Neville, 4. Earl of Westmoreland
- Henry Stafford, 1. Baron Stafford (* 18. September 1501; † 30. April 1563)

Daneben hatte er mindestens zwei uneheliche Kinder, einen Sohn Henry, sowie eine Tochter, Margaret, die er mit seinem Mündel Thomas Fitzgerald of Leixlip, einem Halbbruder des Earl of Kildare, verheiratete.
Buckingham hatte in Gloucestershire Thornbury Castle als stattlichen Landsitz errichten lassen. Die Türme des Herrenhauses dienten angesichts der großzügigen Erkerfenster nur als militärische Dekoration. Die Pfarrkirche von Thornbury wollte er in ein Kollegiatstift umwandeln, was er jedoch nicht mehr umsetzen konnte. Sein Londoner Stadthaus Poultenay's Inn ließ er prachtvoll ausbauen, so dass es Manor of the Rose genannt wurde.